# Чермоев, Тапа Арцуевич
Тапа́ (Абду́л Меджи́д) Арцу́евич (Орцуевич) Чермо́ев (3 (15) марта 1882, Грозный, Терская область, Российская империя — 1936, Париж, по другим данным: 28 августа 1937, Лозанна) — один из политических деятелей на Северном Кавказе в 1917—1919 годах, нефтепромышленник.

## Биография

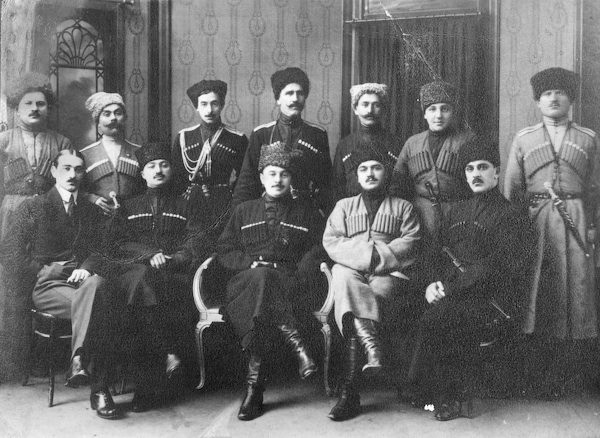
Руководители Горской республики. Тапа Чермоев сидит в центре.

Чеченец. Сын российского генерала Арцу Чермоева. В 1901 году окончил Владикавказское реальное училище и Николаевское кавалерийское училище. Указом Правительствующего Сената 23 декабря 1899 года был признан в потомственном дворянстве Российской империи. Служил в кавалерии, в том числе в «Собственном Е. И. В. Конвое» Николая II, имел чины хорунжий, сотник. Вышел в отставку в 1908 году. В 1906 году он сочетался браком с княжной Хавар-Султан-Ханум (урождённой Ибрагимбековой), правнучкой Абульфат-хана Тути. В период Первой мировой войны (1914—1918 годы) ротмистр, адъютант Чеченского конного полка «Дикой дивизии».
Это был коренастый, уже немного оплывший жиром чеченец в чине ротмистра, совершенно отвыкший от военной службы. До войны, в зависимости от продукции своих нефтяных фонтанов, он был то миллионером, то неоплатным должником; вёл жизнь беспутную со своей очаровательной женой, персиянкой Хавар-Ханум. Чермоев был неглуп, держал себя всегда храбро в бою, но пользовался каждым случаем для поездок в тыл. Он был всегда окружён сонмом родственников, которые его всячески эксплуатировали. Так это было на войне, так продолжалось и в эмиграции, в Париже.Ю.И. Лодыженский
После Февральской революции 1917 года стал одним из создателей «Союза объединённых горцев Кавказа» и руководителей Горской республики. После Октябрьской революции в обстановке фактической потери центральной власти Горская республика претендовала на контроль над всем Северным Кавказом, но и сама оказалась раздираема сепаратизмом; в этой обстановке Чермоев выехал в феврале 1918 года в Тифлис, где попытался заручиться поддержкой Закавказского комиссариата. Быстро убедился и в его слабости, после чего обратился к правительствам стран Антанты с заявлением о признании Горской республики, которое те фактически игнорировали. Тогда Чермоев выехал в апреле 1918 года в Турцию, где его агитация в пользу признания мусульманской республики на Северном Кавказе имела успех и его даже принимал султан Мехмед V; затем Чермоев с своими соратниками пытались заручиться и поддержкой германского представителя в Турции генерала Отто фон Лоссова, который от официальных заверений уклонился, но фактически поддержал действия северо-кавказских политиков. В итоге 11 мая 1918 года в Батуми была провозглашена независимость Горской республики. Большевики, естественно, независимость Горской республики не признали, и тогда правительство Чермоева 8 июля 1918 года подписало договор о дружбе с Османской империей, в котором были условия и о военной помощи.

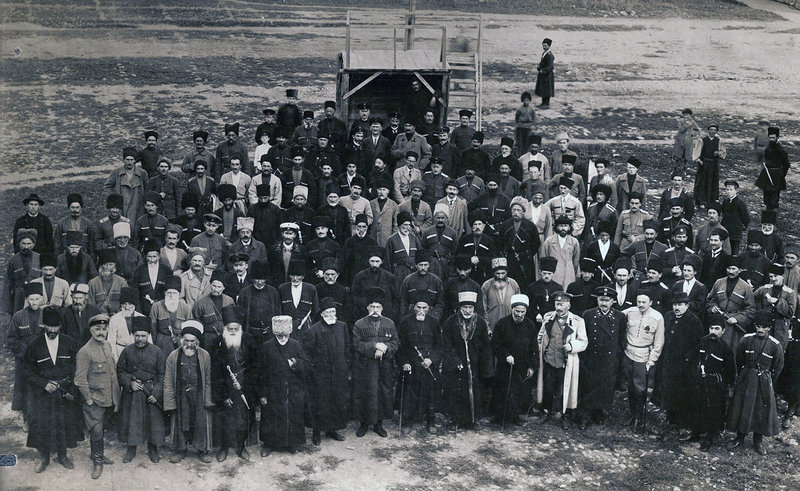
II съезд Союза горцев Северного Кавказа. Сентябрь 1917 года. Владикавказ. В первом ряду, четвёртый справа, стоит Чермоев

Поскольку даже плохо организованным и слабо вооружённым отрядам большевиков такие же импровизированные отряды Горского правительства оказались противостоять не в состоянии, уже 3 августа 1918 года Чермоев запросил у Турции военную помощь. Командующий 3-й турецкой армией Керим-паша такую помощь оказал.
В октябре—ноябре 1918 года был участником вторжения турецких войск в Дагестан, осуществлённом частями Кавказской исламской армии генерала Нури-паши. После занятия турками Дербента прибыл туда и опубликовал манифест, затем пытавшиеся сопротивляться отряды Л. Бичерахова были выбиты и из Темир-Хан-Шуры. Там Горское правительство официально приняло власть над Дагестаном (Чермоев стал председателем Кабинета министров).

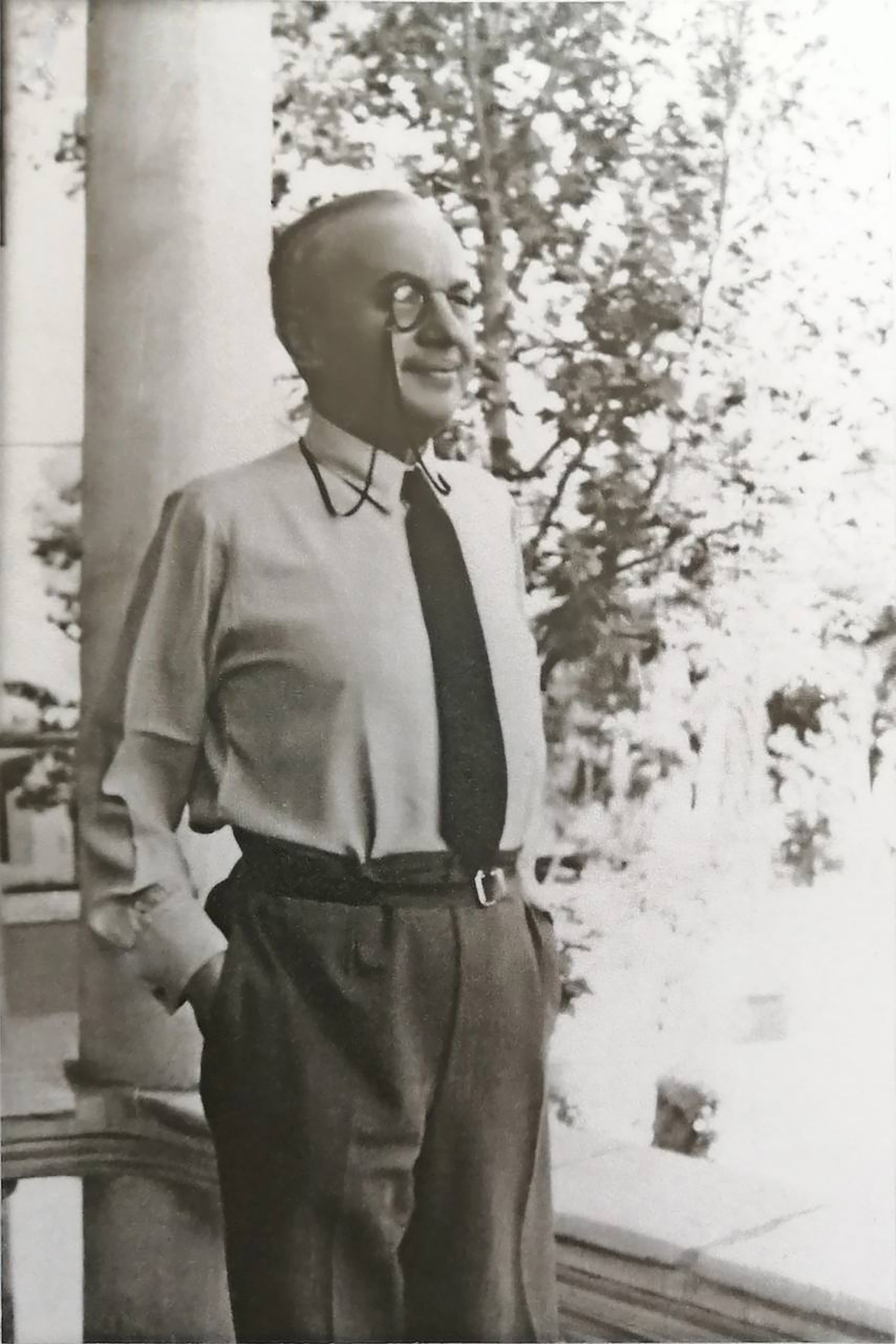
Тапа Чермоев, 1930-е годы

Вследствие приказа по Вооружённым силам Юга России от 25 октября 1919 года, подписанного А. И. Деникиным, согласно которому Чермоев обвинялся в измене и подлежал аресту, Чермоев эмигрировал за границу, где также занимался общественно-политической деятельностью.

## Масонство
Брат Тапы Осман 28 ноября 1925 года был посвящён в парижскую ложу «Золотое руно» № 536 Великой ложи Франции. Осман Чермоев стал одним из основателей русскоязычной ложи «Прометей» № 558 (ВЛФ). В неё Осман Арцуевич в 1927 году привёл Тапу Чермоева.
Тапа так увлёкся масонством, что вскоре стал полностью содержать ложу «Прометей» на собственные средства. В 1927 году в неё были посвящены его родственники — Абубекир и Магомет Чермоевы, прибывшие в Париж из Грозного. Представители этого рода состояли в ложе «Прометей» вплоть до её закрытия в 1930 году.